# Ídol-ampolla
Ídol-ampolla és un nom convencional per a una imatge simbòlica associada amb el culte de la deessa cartaginesa Tanit  i que s'utilitza juntament amb el símbol més comú de Tanit . Es troba en jaciments arqueològics. No hi ha una interpretació generalment acceptada del significat d'aquest símbol 

## Tanit i els seus símbols

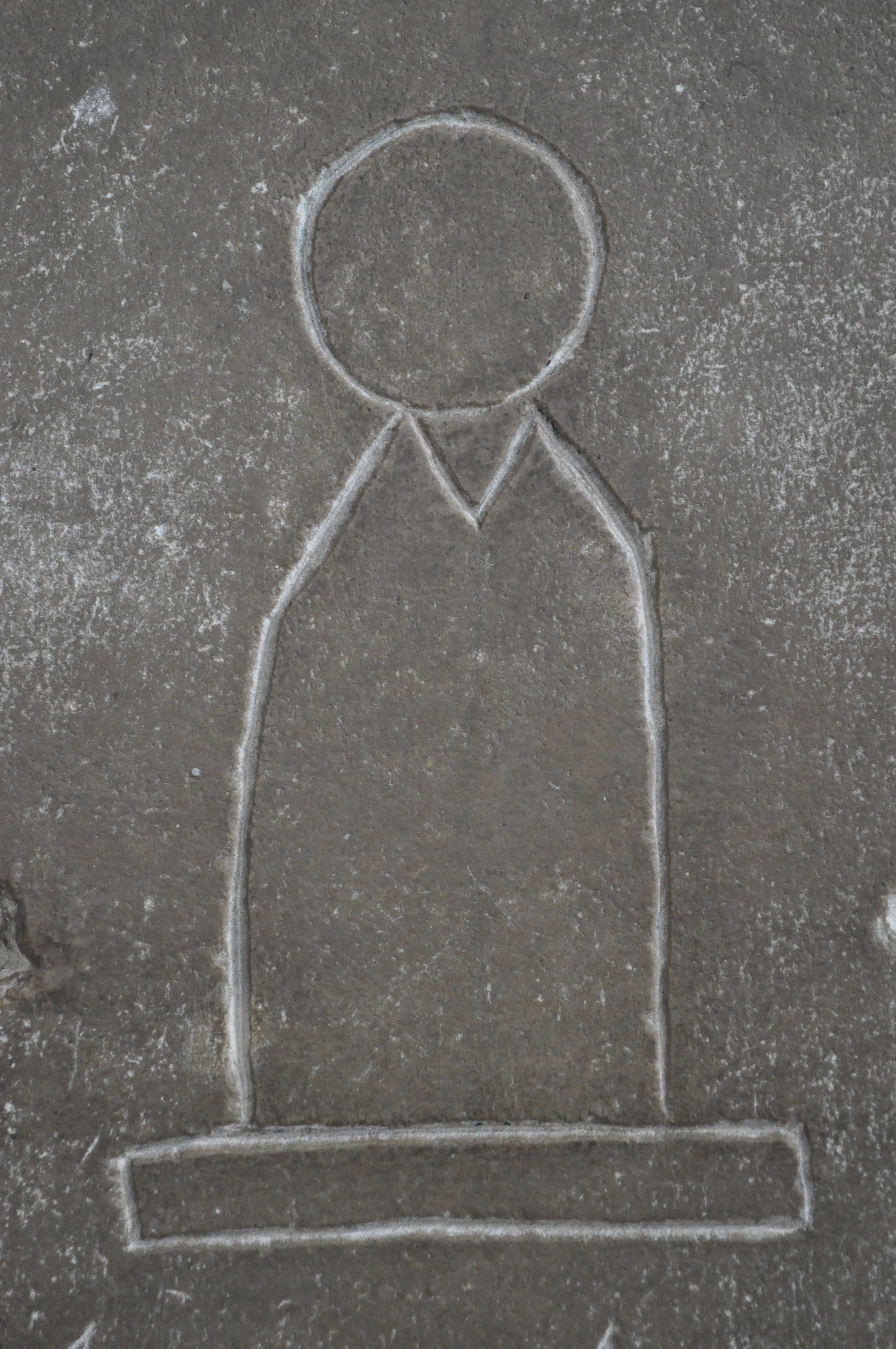
Una de les variants del signe de l'estela. Museu Nacional del Bardo

Tanit és la deïtat més popular i alhora misteriosa de Cartago  Fins i tot el seu epítet a les inscripcions púniques "Pene Baal " no té una interpretació inequívoca ("cara de Baal" o "decoració de Baal"). A partir d'aquest epítet queda clar que estava associada amb Baal, tot i que no necessàriament amb Baal-Hammon . Tanit era venerada com a deessa lunar i celestial, així com com a deïtat de la fertilitat . En la primera hipòstasi, el seu símbol era una lluna creixent, generalment girada amb les banyes cap avall, o (menys sovint) un disc lunar, en la segona, un colom, en la tercera, una palmera i una magrana 
Tanit actuava com a governant i patrona de l'estat cartaginès. A les inscripcions sempre se l'anomena rbt ("amant"). És com a "amant" de Cartago que apareix a les monedes cartagineses . Tot i que les primeres monedes púniques encunyades a Sicília copiaven els diners de les ciutats gregues antigues veïnes, el perfil femení que hi apareixia sens dubte no simbolitzava les deesses hel·lèniques, sinó Tanit  El culte a Tanit estava molt estès, com ho demostren les nombroses dedicatòries a ella i a Baal Hammon. A la traducció grega del tractat d'Anníbal amb Filip V de Macedònia, que cita Polibi, simplement se l'anomena "la deïtat dels cartaginesos" 
Yu. B. Tsirkin proposa una hipòtesi segons la qual a la primera meitat del primer mil·lenni aC Tanit era una de les deïtats fenícies menors, però a mesura que l'imperi cartaginès es desenvolupava, va anar passant a primer pla. Així, a Motia, destruïda pels grecs a principis del segle IV aC, encara no s'ha trobat cap evidència de la veneració de Tanit, mentre que a Lilibeum, que va succeir Motia, s'han descobert esteles amb dedicatòries a ella 
L'Ídol-ampolla s'ha trobat tant al territori de Cartago com a Fenícia i regions adjacents  Segons Yu. B. Tsirkin, aquest símbol podria haver aparegut en un altar del tipus que va precedir l'aparició d'esteles associades amb l'inici del culte de Tanit 

## Descripció i significat
L'Ídol-ampolla és una mena de recipient amb un cos cilíndric i ovoide i un coll cilíndric curt o caputxa semiesfèrica. La forma del símbol no va romandre inalterada: cap al 300 aC va adquirir un aspecte clarament geomètric. Al segle III aC aquest símbol es va tornar més rar, i al segon quart del segle II aC, fins i tot abans de la conquesta de Cartago, va desaparèixer completament 
Com assenyala Colette Picard (Пикар, Колетт) , de vegades, sobretot al segle III aC, la gorra se substitueix per una imatge d'un cap humà, i el cos per un fal·lus o pits femenins. De vegades, el signe representa sens dubte un recipient sagrat. L'investigador francès arriba a la conclusió que el signe representa tant un nen sacrificat i a qui es va donar la immortalitat, com un recipient funerari on es guardaven i enterraven les cendres de la víctima.